# Iglesia de San Miguel (Aguinaga)
La iglesia de San Miguel Arcángel es un templo parroquial destinado al culto católico situado en el bario eibarrés de Aguinaga en la provincia de Guipúzcoa, en el País Vasco en España.
Da servicio de parroquial a los vecinos del valle o cofradía de Soraen, las primeras noticias del templo se remontan a 1555 tiempo del que data el actual edificio. Se conservan en su interior una pila bautismal románica y un grupo escultórico de María y el Niño gótico. 

Visitador General del obispado de Calahorra en su visita del  10 de diciembre de 1567 ya deja claro el carácter parroquial del templo al afirmar que visitó la  “iglesia parroquial de Sant Miguel de Aguinaga”, ya que anteriormente la función parroquial se realizaba en la pequeña ermita situada cerca del actual edificio denominada, como dice el visitador en 1799,  “ermita titulada de Nuestra
Señora, que llaman parroquia chiquita”.

## Descripción
El edificio conforma el núcleo urbano del barrio rural de Aguinaga junto con el cementerio adosado, el frontón y la ermita de San Román. Se menciona como iglesia parroquial del lugar en el primer volumen del Diccionario geográfico-estadístico-histórico de España y sus posesiones de Ultramar de Pascual Madoz, donde aparece descrita con las siguientes palabras: «igl. parr. (S. Miguel) anejo de la de Eybar y servida por el beneficiado mas moderno de la matriz».
La parroquia de Aguinaga está dentro del arciprestazgo de Éibar y pertenece a la diócesis de San Sebastián (anteriormente perteneció a la diócesis de Calahorra. las primeras referencias documentadas datan de  1555 y luego de 1625. El actual edificio es del siglo XVIII pero en su interior guarda una pila bautismal románica y una imagen gótica, de inicios del siglo XV, de la virgen y el niño mientras que la del Arcángel Miguel es neoclásica.
El edificio tiene planta rectangular de 18 metros de longitud y 8 de anchura ocupando, sacristía incluida, una superficie de  176,70 metros cuadrados, con una altura de 10 metros. Consta de coro, un atrio de madera y una torre cuadrada. En la entrada hay una aguabenditera de arenisca con dos ángeles, sosteniendo un escudo con la cruz de San Andrés.
Se estima que el edificio actual se mantiene en la misma planta que se realizó en el siglo XVI, en el siglo XVIII se realizó la bóveda barroca y en el siglo XIX, cuándos se prohibió la inhumación dentro de los templo, se retiraron las  sepulturas y se realizó en cementerio exterior anexo en la ermita de Nuestra Señora y en 1807 se renueva el suelo.  Consta de una entrada por la parte oeste, aunque antes de la construcción del frontón tenía una puerta en la fachada sur, hoy condenada, que era de forma de arco. Hay registro de obras de en la torre, el pórtico y el cementerio del interior de la iglesia entre los años 1562 y 1699. En el siglo XVIII se conforma el estado actual del edificio con la construcción de la bóveda en 1795. En el siglo XX se modifica la torre y se añade el frontón en el muro sur tapiando uno de los accesos a la iglesia.

### La torre
En 1567 se desploma la campana desde la torre y se repara y compra una nueva mandada a hacer a un campanero de Bilbao y se hacen obras en la torre para su conservación en 1574. En 1675 se da por finalizada la torre aunque en 1682 se mantiene en obras y en 1687 se refunde una de las campanas y se adquiere otra en Éibar. En  1759 se vuelven a realizar obras en el campanario y en  1779 se decide acometer una reforma integral que se dilataría hasta 1781 ya que se detecta que  los frontales de la torre están en peligro e incluso amenazaban ruina. El resultado fue una torre poderosa y fornida, de cuatro cuerpos que van reduciendo su volumen a medida que se elevan. El cuarto cuerpo, que está coronado por un tejado que se asienta sobre cuatro entramados de madera en los vértices, tiene las paredes de madera. En la primera planta, segundo cuerpo, se abren tres ventanas que dan al sur, en la segunda, que queda a la altura de las bóvedas, una ventana a cada lado y en la tercera, el curato cuerpo, las paredes de madera con una ventana a cada lado.
Esta fisonomía de la torre se mantendría hasta 1940 cuando se sustituye la pared de madera del cuarto cuerpo por ladrillo y se la da algo más de altura, en el último piso, bajo el alero del tejado, se ubica el reloj y bajo él, en una planta con dos grandes huecos en cada lado, el campanario.
En 1901 se detalla que hay dos campanas grandes y una pequeña, las escaleras de acceso al campanario fueron realizadas en 1851. En 1831 se adquiere un reloj que se instaló en la torre y que para 1901 estaba averiado.
En 1954 se acometen obras de reforma de la torre que cambian su fisonomía, se reduce el volumen pero se mantiene la altura dándole más esbeltez y una forma más convencional. En el bajo se abre un zaguán el campanario se remata con un tejado a cuatro aguas bajo el cual se abre un hueco a cada lado para la ubicación de las campanas ubicando, en la fachada sur que se abre a la plaza, bajo la campana, el reloj.
Se realiza un adecuación para la ubicación de las campanas y se funde una de las grandes para obtener dos medianas ocupando así los cuatro huecos del campanario. En la reforma del templo realizada entre 1995 y 1996 se realizaron algunas mejoras en el interior. Se adecuó el local de reuniones del consejo, donde los vecinos se reunían a discutir los temas referentes al barrio ampliándolo con espacio perteneciente a la casa cural. En la segunda plante se mejoró el acceso a la tercera y cuarta. Se instaló un reloj controlado electrónicamente, se automatizaron las campanas y se dotó de iluminación interior. En las obras participaron los vecinos del barrio en auzolan (trabajo comunitario). 
La torre quedó conformada por tres pisos y con una altura de 14 metros. El acceso al primer piso se realiza desde el pórtico y en él se ubica la sede del Concejo de Aguinaga en un local que tiene tres ventanas que miran al sur y una al norte. En el segundo piso hay un almacén con una ventana que mira al oeste y desde este local se accede a la bóveda de la iglesia. En la tercera planta se encuentra el campanario con cuatro campanas y con iluminación ornamental.

### Las campanas y el reloj
En la vista que realizó el Visitador del Obispo de Calahorra en 1680 se ordena al párroco que convoque a los feligreses a toque de campana. En 1799 se vuelve a realizar la orden que se repetirá en 1828. En el siglo XIX hay constancia que había dos campanas grandes que no podían voltear y luego se añadió otra pequeña, que se llevó luego a una ubicación sobre la sacristía y, ya para 1901, volvió a la torre aunque posteriormente fue retirada y guardada. Entre 1952 y 1954 se funde una de las campanas grandes y se hacen dos más pequeñas. En la reforma de 1996 se automatizaron los toque de campana para las cuatro ubicadas en el campanario.
En 1831 se adquiere un reloj para colocarlo en el campanario. Se compra pagando dos plazos de 1.000 reales y se realizan las obras de instalación en 1832. En el inventario de 1901 se señala que el reloj estaba averiado. Se manda reparar en  1912 y se vuelva a hacer en 1914 pero se retira en 1916. El 1 de abril de 1923 se inaugura un nuevo reloj con esferas y maquinarias nuevas las pesas anteriores. Hay constancia que en 1984 se tuvo que reparar y en 1996 se decide cambiarlo por uno moderno, electrónico radiocontrolado mediante la conexión a France Inter de París. Xe estableció un sistema de toque de campanas por ordenador que permitía la automatización de los diferentes toques utilizados en la liturgia. La instalación fue realizada por la empresa Tecnikronos con sede en San Sebastián y subvencionada por Ramón Ferreras y el Centro UNESCO de San Sebastián.

### El pórtico
El pórtico se en cuenta  a todo lo largo del exterior izquierdo, orientado al sur en el llamado lado de la epístola y de zona del ábside que data, al menos, de 1663. En el centro del mismo se ubicaba una de las entradas al templo realizada en  un arco dovelado de sillería con impostas. En la reforma de 1996 se realizó un  nuevo enlosado y se adecuó un zaguán bajo la torre que resguarda la entrada al templo.